# Čestná medaile pařížských tržnic
Čestná medaile pařížských tržnic (francouzsky Médaille d'honneur des halles et marchés de Paris) bylo francouzské civilní ocenění existující v letech 1900–1945.

## Historie
Medaile vznikla na základě prezidentského dekretu z 22. června 1900 jako ocenění pro zaměstnance pracující dlouhodobě v pařížské tržnici. Doba zaměstnání musela být minimálně 30 let bez přerušení, od roku 1907 byla snížena na 25 let a v roce 1915 byla hranice stanovena na 20 let.
Medaili uděloval ministr vnitra na návrh policejního prefekta.
Čestná medaile byla udělována do roku 1945, kdy byla zrušena a nahrazena Čestnou departementní a obecní medailí (Médaille d'honneur départementale et communale).

## Popis
Medaile je okrouhlá, stříbrná, o průměru 33 mm.
Na aversu je vyobrazen portrét Marianne z profilu s frygickou čapkou a vavřínovým věncem. Po obvodu je opis: REPVBLIQVE FRANÇAISE * MINISTERE DE L'INTERIEVR (Francouzská republika * Ministerstvo vnitra).
Na reversu se nachází věnec z dubových a vavřínových listů v obdélníkové kartuši. Po obvodu opis: TRAVAIL HONNEUR DEVOUEMENT (práce čest oddanost).
Stužka má sedm svislých pruhů dle francouzské trikolóry: modrá, bílá, červená, bílá, modrá, bílá, červená.